# Haruyama Yasuo
Haruyama Yasuo (sinh ngày 4 tháng 4 năm 1906) là một cầu thủ bóng đá người Nhật Bản.

## Đội tuyển bóng đá quốc gia Nhật Bản
Haruyama Yasuo thi đấu cho ĐTQG Nhật từ năm 1927 đến 1930.

## Thống kê sự nghiệp
| Đội tuyển bóng đá Nhật Bản | Đội tuyển bóng đá Nhật Bản | Đội tuyển bóng đá Nhật Bản |
| Năm                        | Trận                       | Bàn                        |
| -------------------------- | -------------------------- | -------------------------- |
| 1927                       | 2                          | 0                          |
| 1928                       | 0                          | 0                          |
| 1929                       | 0                          | 0                          |
| 1930                       | 2                          | 0                          |
| Tổng cộng                  | 4                          | 0                          |